# Queen Anne
MS Queen Anne (рус. Королева Анна) — круизный лайнер класса Pinnacle, эксплуатируемый компанией Cunard Line. Судно названо в честь Анны, королевы Великобритании, которая правила с 1702 по 1714 год. В настоящее время это второй по величине корабль в флоте Cunard после RMS Queen Mary 2. Лайнер отправился из своего базового порта Саутгемптон 3 мая 2024 года в свой первый рейс, посетив порты Ла-Корунья и Лиссабон. Лайнер может перевозить до 2 996 пассажиров.

## История
В 2017 году компания Cunard объявила о заказе четвертого судна в своем текущем флоте и 249-го по счету в своей истории. Изначально было объявлено, что новое судно будет построено на основе корабля MS Koningsdam класса Pinnacle компании Holland America Line. Судно водоизмещением 113 000 тонн будет рассчитано на перевозку до 3000 пассажиров. Первоначально его сдача в эксплуатацию планировалась на 2022 год, но позже первое плавание было отложено до января 2024 года. Впоследствии дата была снова перенесена на май 2024 года.
В июне 2019 года Cunard объявила о дизайне общественных пространств. 11 октября 2019 года на верфи Fincantieri в Кастелламмаре-ди-Стабия началась резка стали. В августе 2022 года носовую часть судна перевезли на верфь в Маргере для завершения строительства. 3 мая 2023 года полностью собранное судно впервые спустили на воду из сухого дока.
Первоначально медиа-агентства предполагали, что название корабля будет соответствовать традиции Cunard давать судам имена королев, или же вернётся к многолетней практике называть их именами, заканчивающимися на «-ia», как это было с предыдущими судами Cunard, такими как RMS Aquitania, RMS Berengaria, RMS Caronia и RMS Mauretania. В феврале 2022 года Cunard объявила, что корабль будет назван «Queen Anne». Для работы над названием шести роскошных люксов корабля, названных в честь известных водных путей Cunard, включая: реку Мерси, реку Клайд, реку Гудзон, пролив Солент, Бостонскую гавань и Галифаксскую гавань, были привлечены морские историки Крис Фрейм и Рашель Кросс.

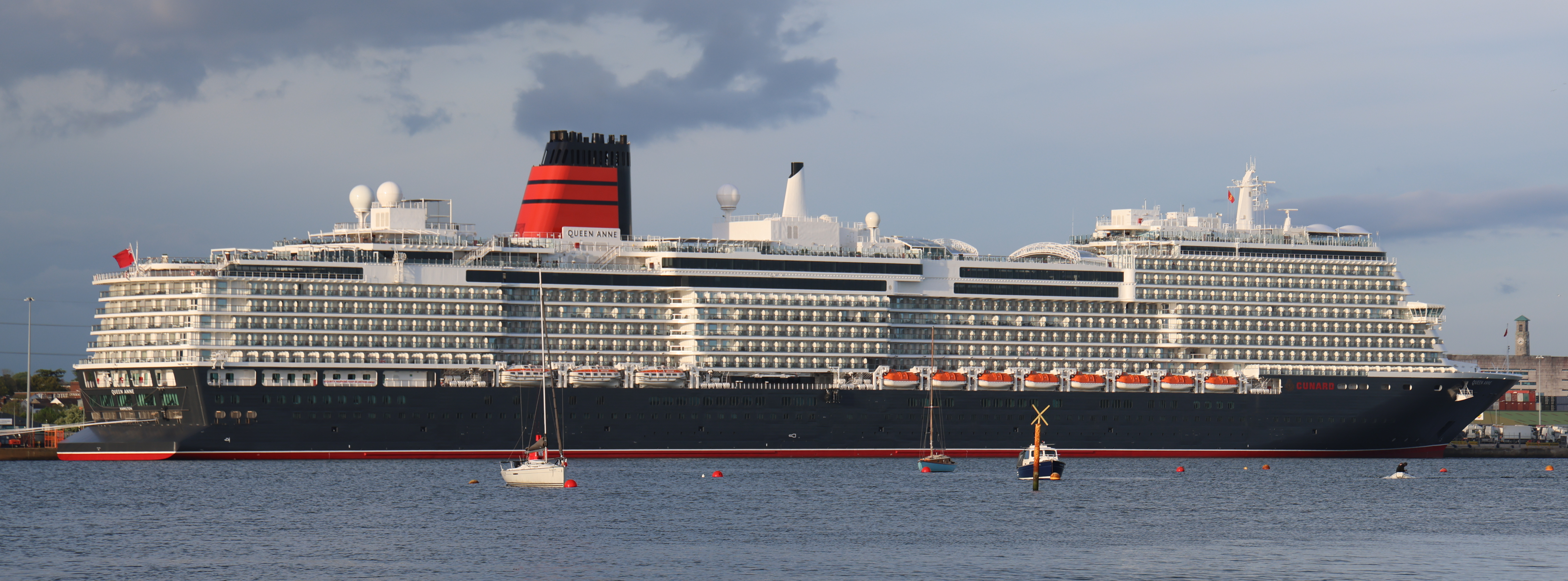
«Королева Анна» в Саутгемптоне, Англия, Великобритания, 3 мая 2024 год

Первое плавание корабля, семидневное путешествие в Лиссабон, началось 3 мая 2024 года в Саутгемптоне. Ведущими презентаций в рамках программы «Insights» на борту корабля были Питер МакГоран, Yeoman Warder, спортивная телеведущая Клэр Болдинг и морской историк Крис Фрейм.

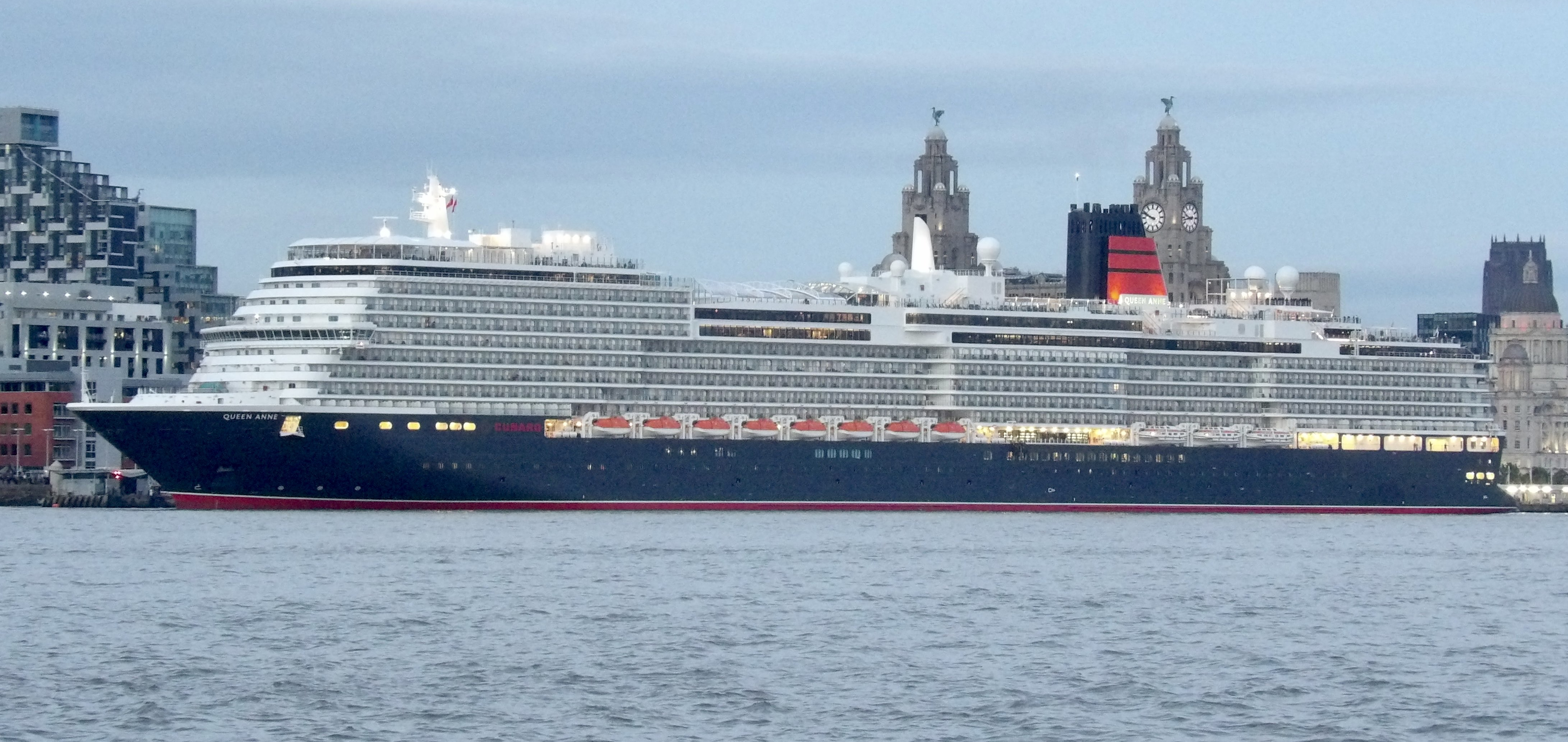
Лайнер «Королева Мэри» прибывает в Ливерпуль, Великобритания, для проведения церемонии присвоения ей имени, 3 июня 2024 год

3 июня 2024 года в Ливерпуле Нгунан Адаму, Натали Хейвуд, Джейн Кейси, Катарина Джонсон-Томпсон и Мелани Си крестили лайнер. Город Ливерпуль также был объявлен крёстным отцом корабля. Компания Cunard нарушила свои традиции, не выбрав человека, в честь которого будет назван корабль, и держа имя крёстного родителя в секрете до дня церемонии.